# Rumunské ústavní referendum (2018)
Referendum o změně článku 48 rumunské ústavy definující manželství jako svazek muže a ženy proběhlo v Rumunsku 6. a 7. října 2017. Důvodem jeho konání bylo zabránit budoucím snahám o legalizaci manželství pro páry stejného pohlaví. V pozadí chystaného lidového hlasování stála občanská iniciativa Coalitia pentru Familie (Koalice za rodinu) vzniklá na konci roku 2015, které se podařilo sehnat tři miliony podpisů za vypsání celonárodního ústavního referenda, což je víc, než požadované minimum 500 tisíc. Za současné právní úpravy je manželství v rumunské ústavě definované jako svazek mezi manžely bez jakékoli zmínce o pohlaví. Aktivisté z Koalice za rodinu se proto snaží docílit změny ústavy tak, aby vnímala rodinu a manželství jako jedinečný svazek muže a ženy podléhající zvláštní ochraně ze strany státu. V případě, že se většina rumunských voličů vysloví "pro", bude stejnopohlavní manželství v Rumunsku ústavně zakázané.
Referendum bylo neplatné kvůli nízké volební účasti, která činila 21,1 %, což je o devět procentních bodů méně, než požadované minimum 30 %.

## Pozadí
Rumunská vláda původně plánovala konání referenda na konci 2017 poté, co se občanské iniciativě odmítající stejnopohlavní manželství Coalitia pentru Familie podařilo úspěšně nasbírat tři miliony podpisů na podporu manželství definovaného jako svazek muže a ženy. Poslanecká sněmovna pak následně 9. května 2017 hlasovala ve prospěch této občanské výzvy poměrem hlasů 232:22.. Samotné referendum se však nestihlo ten rok uspořádat.
Na konci března 2018 řekla rumunská vláda, že by referendum mohlo proběhnout v květnu 2018, ale později toto datum posunula na 10. červen 2018. Nicméně ani v červnu se to nestihlo. Někteří socialističtí zákonodárci pak následně navrhovali konání referenda na konci září, nebo na začátku října 2018. Předseda Poslanecké sněmovny Liviu Dragnea pak následně oznámil, že se referendum bude konat buď 30. září, nebo první neděli v říjnu. Na začátku září byl zveřejněn definitivní termín konání plebiscitu, a to 7. října 2018. 11. září se iniciativě dostalo podpory také ze strany Senátu. 14. září se Amnesty International, Evropský výbor pro sexuální menšiny a ILGA-Europe rozhodly podat žalobu proti konání referenda u rumunského ústavního soudu. 17. září 2018 rozhodl soud ve prospěch referenda. Dříve byla pro platnost ústavního referenda požadována volební účast minimálně 50 % oprávněných voličů. Legislativní změny v roce 2014 toto kvórum snížila na 30 % s tím, že je ale potřeba, aby alespoň 25 % vyjádřilo jasné "ano", nebo "ne".

## Podpora a opozice
Novelu rumunské ústavy definující manželství jako svazek muže a ženy podporuje několik náboženských skupin,, včetně neoprotestantů a Rumunské řeckokatolické církve. Rumunská pravoslavná církev podpořila iniciativu v polovině ledna 2016.
Legalizace stejnopohlavního manželství, nebo registrovaného partnerství má v Rumunsku velmi malou podporu. Výjimku tvoří středolevicový rumunský prezident Klaus Iohannis, etnický Němec (Sedmihradští Sasové), který řekl, že jako příslušník etnické a náboženské minority podporuje toleranci a otevřenost vůči odlišnostem navzdory přetrvávajícímu společenskému klimatu, fanatismu a náboženským dogmatům. Opoziční strana Braňme jednotné Rumunsko uspořádala vnitrostranické referendum, v němž se usnesla na odmítavém stanovisku ke konání referenda. Hnutí sjednoceného Rumunska vedené bývalým rumunským premiérem Dacianem Ciolem doporučilo svým příznivcům neúčast v referendu omezujícím základní práva a svobody.

## Výsledky

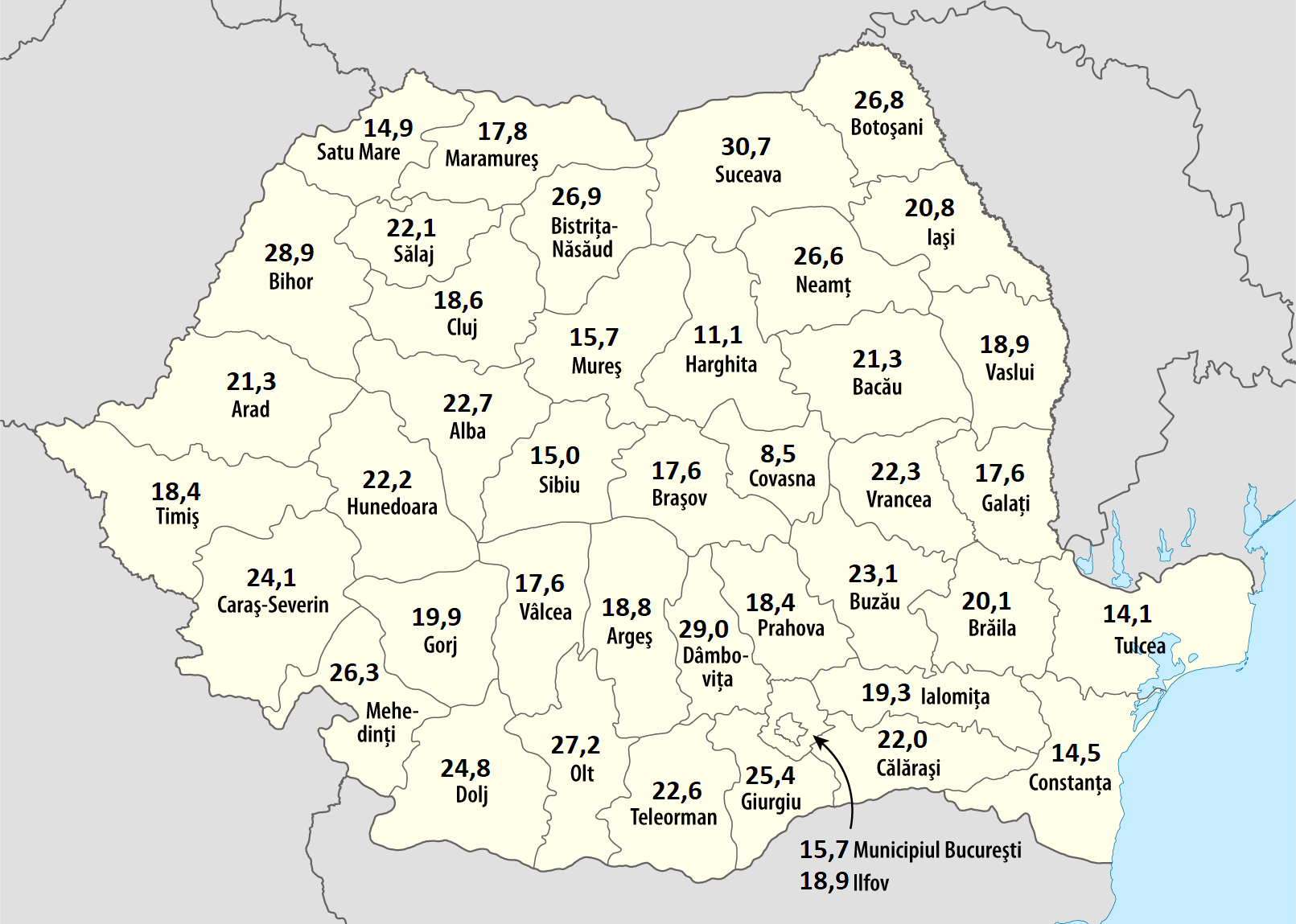
Účast podle jednotlivých žup: Největší účast byla zaznamenána v Suceavě, v severním Rumunsku, nejnižší v Covasně.

Na konci prvního dne konání referenda byla registrovaná účast 5,72 %. Po uzavření volebních místností v sobotu 6. října v 21:45 bylo referendum prohlášeno za neplatné kvůli nízké účasti, která činila pouhých 21,1 %. Nízká volební účast se setkala s překvapením pozorovatelů, protože veškeré průzkumy předpokládaly, že k volebním urnám přijde minimálně 34 % oprávněných voličů. Z těch, co se zúčastnili referenda, se drtivá většina více, než 90 % vyslovila pro přijetí ústavní novely chránící manželství jako svazek muže a ženy.
| Volba      | Hlasy      | %    |
| ---------- | ---------- | ---- |
| Pro        | 3 531 732  | 93,4 |
| Proti      | 249 412    | 6,6  |
| Neplatné   | 76 111     | –    |
| Celkem     | 3 857 308  | 100  |
| Účast      | 18 279 011 | 21,1 |
| Zdroj: BEC |            |      |